# 吉蓋拉鄉
43°51′N 23°48′E / 43.850°N 23.800°E
吉蓋拉鄉（羅馬尼亞語：Comuna Gighera, Dolj），是羅馬尼亞的鄉份，位於該國西南部，由多爾日縣負責管轄，面積130平方公里，海拔高度33米，2007年人口3,321，人口密度每平方公里26人。